# 恐竜くん
恐竜くん（きょうりゅうくん）は、日本のサイエンスコミュニケーター、恐竜イラストレーター。研究機関や大学には所属せず、恐竜の知識をエンターテイメントとして伝える活動をフリーで行っている。本名は田中 真士（たなか まさし）。

## 経歴・活動
6歳のときに国立科学博物館で恐竜の全身骨格に魅せられたことをきっかけに古生物学研究を志し、16歳でカナダに単身留学。恐竜の研究が盛んなアルバータ大学で古生物学を中心に理学・自然科学を修める。2008年に卒業。
卒業・帰国後は、サイエンスコミュニケーターとして活動する。単一の活動にとどまらず、「恐竜を通して」という科学的テーマのもとで幅広く活動している。『サイエンス×エンターテインメント×エデュケーション』を掲げ、恐竜展のプロデュースやイベント・講演を日本全国で開催し知識を提供する。イラストも自分で描く。
国内外の学術機関と連携することで最新の知識を取り入れ、随時反映させる。ブラックヒルズ地質学研究所と連携することで、ティラノサウルスの全長12メートルの全身骨格（通称スタン）の、「2010年代の新復元、パーフェクト・スタン」を作った。パーフェクト・スタンは企画展示されることが多い。2015年には佐賀県立博物館の恐竜展示リニューアルを担当。他にも、ユタラプトルの「2017年最新復元」全身骨格や、角竜スピクリペウスの頭骨を日本初公開するなど行っている。
2020年8月4日から16日までゼビオアリーナ仙台で開催される『宮城肉食恐竜展2020 －驚異の身体能力－』の企画・監修を担当し、上記のスタンのほかトリケラトプスの鼻角やゴルゴサウルス、ユタラプトルなどを来日させた。2021年夏の横浜国際平和会議場での企画展『Sony presents DinoScience 恐竜科学博 〜ララミディア大陸の恐竜物語〜』の企画・監修も担当。目玉展示にはトリケラトプスの標本レインをヒューストン自然科学博物館から借用し、この他にもララミディア大陸に生息した恐竜・古生物の化石を取り寄せた。同展の企画は2018年ごろから進められていたという。
なお、恐竜くんを名乗る際にさかなクンの事務所に赴いており、事務所側からは即快諾を得たという。